# Associazione Calcio Riunite Messina 1955-1956
Questa pagina raccoglie le informazioni riguardanti l'Associazione Calcio Riunite Messina nelle competizioni ufficiali della stagione 1955-1956.

## Stagione
Nella stagione 1955-1956 il Messina disputò l'undicesimo campionato di Serie B della sua storia.

## Divise
| 1ª maglia |

## Organigramma societario
Area direttiva
- Presidente: Comitato di reggenza

Area tecnica
- Allenatore: Manlio Bacigalupo

## Rosa
| N. |                   | Ruolo | Calciatore       |
| -- | ----------------- | ----- | ---------------- |
|    | Italia (bandiera) | P     | Giuseppe Salerno |
|    | Italia (bandiera) | P     | Gino Zappetti    |
|    | Italia (bandiera) | D     | Renato Cardillo  |
|    | Italia (bandiera) | D     | Silvio Franchi   |
|    | Italia (bandiera) | D     | Edy Gratton      |
|    | Italia (bandiera) | D     | Fulvio Zonch     |
|    | Italia (bandiera) | C     | Giuseppe Bosco   |
|    | Italia (bandiera) | C     | Giuseppe Cardano |
|    | Italia (bandiera) | C     | Sergio Geminiani |
|    | Italia (bandiera) | C     | Ilvo Nadali      |

| N. |                   | Ruolo | Calciatore          |
| -- | ----------------- | ----- | ------------------- |
|    | Italia (bandiera) | C     | Andreino Repetti    |
|    | Italia (bandiera) | A     | Antonino Arena (II) |
|    | Italia (bandiera) | A     | Giancarlo Bellotti  |
|    | Italia (bandiera) | A     | Antonio Colomban    |
|    | Italia (bandiera) | A     | Giacomo Grisa       |
|    | Italia (bandiera) | A     | Filippo Nicoletti   |
|    | Italia (bandiera) | A     | Oberdan Orlandi     |
|    | Italia (bandiera) | A     | Mario Remonti       |
|    | Italia (bandiera) | A     | Adriano Rossi       |
|    | Italia (bandiera) | A     | Franco Viviani      |

## Risultati

### Serie B

#### Girone di andata
| Arbitro: | Canepa (Genova) |

|                                           |           |                         |
| Ghersetich 36’ Villa 39’ Serradimigni 50’ | Marcatori | 30’ Repetti 43’ Remonti |

| Arbitro: | Grandville (Roma) |

|               |           |                                                |
| Gasparini 67’ | Marcatori | 16’ (aut.) Provezza 32’ Colomban 41’ Nicoletti |

| Arbitro: | Moriconi (Roma) |

|           |           |                     |
| Grisa 35’ | Marcatori | 3’, 29’, 38’ Secchi |

| Arbitro: | Bartolomei (Roma) |

|               |           |  |
| Nicoletti 60’ | Marcatori |  |

| Arbitro: | Rigato (Mestre) |

|                                          |           |  |
| Palmér 1’ Bettolini 15’, 33’ Caprile 52’ | Marcatori |  |

| Arbitro: | De Gregorio (Legnano) |

|                 |           |           |
| Serone 23’, 74’ | Marcatori | 33’ Grisa |

| Arbitro: | Adami (Roma) |

|                            |           |                    |
| Rossi 10’, 56’ Orlandi 31’ | Marcatori | 84’ (aut.) Franchi |

| Messina 6 novembre 1955 8ª giornata | Messina                 | 0 – 0 | Simmenthal Monza | Stadio Giovanni Celeste\| Arbitro: \| Maghernino (San Severo) \| |
| Arbitro:                            | Maghernino (San Severo) |       |                  |                                                                  |

| Arbitro: | Boati (Milano) |

|               |           |  |
| Scarascia 88’ | Marcatori |  |

| Arbitro: | Marangio (Roma) |

|                            |           |           |
| Pistacchi 21’ Lucchesi 30’ | Marcatori | 81’ Grisa |

| Arbitro: | Boati (Milano) |

|  |           |            |
|  | Marcatori | 74’ Bressa |

| Messina 18 dicembre 1955 12ª giornata | Messina           | 0 – 0 | Como | Stadio Giovanni Celeste\| Arbitro: \| Fornari (Bologna) \| |
| Arbitro:                              | Fornari (Bologna) |       |      |                                                            |

| Arbitro: | Grignani (Milano) |

|                       |           |                    |
| Puccinelli 17’ (rig.) | Marcatori | 72’ (rig.) Viviani |

| Arbitro: | Marchese (Napoli) |

|               |           |  |
| Nicoletti 47’ | Marcatori |  |

| Arbitro: | Perego (Milano) |

|  |           |           |
|  | Marcatori | 42’ Klein |

| Arbitro: | Coppa (Mariano Comense) |

|                              |           |             |
| Testa 9’ Castoldi 72’ (rig.) | Marcatori | 61’ Remonti |

| Arbitro: | Famulari (Messina) |

|                |           |              |
| Veglianetti 4’ | Marcatori | 64’ Colomban |

#### Girone di ritorno
| Arbitro: | Gambarotta (Genova) |

|                                                         |           |                                                         |
| Nicoletti 35’, 53’, 70’ Rossi 47’, 51’ Remonti 57’, 68’ | Marcatori | 17’ Regalia 54’ (rig.), 77’ Santagostino 63’ Ghersetich |

| Arbitro: | Marangio (Roma) |

|                                |           |  |
| Geminiani 51’ (rig.) Rossi 86’ | Marcatori |  |

| Arbitro: | Boati (Milano) |

|                              |           |                      |
| Bredesen 35’, 78’ Secchi 72’ | Marcatori | 76’ (rig.) Geminiani |

| Arbitro: | Annoscia (Bari) |

|                           |           |                                   |
| Bicicli 17’ Bernicchi 23’ | Marcatori | 2’ Colomban 53’ Franchi 79’ Rossi |

| Messina 11 marzo 1956 22ª giornata | Messina        | 0 – 0 | Legnano | Stadio Giovanni Celeste\| Arbitro: \| Alterio (Roma) \| |
| Arbitro:                           | Alterio (Roma) |       |         |                                                         |

| Arbitro: | Coppa (Mariano Comense) |

|             |           |  |
| Remonti 84’ | Marcatori |  |

| Arbitro: | De Gregorio (Legnano) |

|            |           |           |
| Buzzin 30’ | Marcatori | 37’ Rossi |

| Arbitro: | Adami (Roma) |

|            |           |  |
| Milani 44’ | Marcatori |  |

| Arbitro: | Marangio (Roma) |

|           |           |           |
| Grisa 65’ | Marcatori | 31’ Gaeta |

| Arbitro: | Marchese (Napoli) |

|                                       |           |                                          |
| Bellotti 4’ Geminiani 48’ Remonti 55’ | Marcatori | 5’ Testa 66’ (rig.) Luosi 81’ Fioravanti |

| Arbitro: | Grillo (Afragola) |

|                      |           |  |
| Fiorio 52’ Mosca 69’ | Marcatori |  |

| Arbitro: | Adami (Roma) |

|                  |           |  |
| Santoni 34’, 79’ | Marcatori |  |

| Arbitro: | Griggi (Brescia) |

|                      |           |  |
| Geminiani 57’ (rig.) | Marcatori |  |

| Arbitro: | Rebuffo (Milano) |

|               |           |           |
| Baccalini 82’ | Marcatori | 15’ Grisa |

| Arbitro: | Piemonte (Monfalcone) |

|                          |           |  |
| Fontana 12’ Bassetti 84’ | Marcatori |  |

| Arbitro: | Clemente (Roma) |

|                        |           |  |
| Bellotti 46’ Grisa 85’ | Marcatori |  |

| Arbitro: | De Robbio (Torre Annunziata) |

|                                   |           |  |
| Bellotti 35’ Nicoletti 90’ (rig.) | Marcatori |  |

## Statistiche

### Statistiche di squadra
| Competizione | Punti | In casa | In casa | In casa | In casa | In casa | In casa | In trasferta | In trasferta | In trasferta | In trasferta | In trasferta | In trasferta | Totale | Totale | Totale | Totale | Totale | Totale | DR |
| Competizione | Punti | G       | V       | N       | P       | Gf      | Gs      | G            | V            | N            | P            | Gf           | Gs           | G      | V      | N      | P      | Gf     | Gs     | DR |
| ------------ | ----- | ------- | ------- | ------- | ------- | ------- | ------- | ------------ | ------------ | ------------ | ------------ | ------------ | ------------ | ------ | ------ | ------ | ------ | ------ | ------ | -- |
| Serie B      | 31    | 17      | 9       | 5       | 3       | 25      | 14      | 17           | 2            | 4            | 11           | 16           | 31           | 34     | 11     | 9      | 14     | 41     | 45     | -4 |

### Statistiche dei giocatori[2]
| Giocatore     | Serie B  | Serie B |
| Giocatore     | Presenze | Reti    |
| ------------- | -------- | ------- |
| A. Arena (II) | 2        | 0       |
| G. Bellotti   | 6        | 3       |
| G. Bosco      | 2        | 0       |
| G. Cardano    | 25       | 0       |
| R. Cardillo   | 1        | 0       |
| A. Colomban   | 28       | 2       |
| S. Franchi    | 34       | 1       |
| S. Geminiani  | 24       | 4       |
| E. Gratton    | 20       | 0       |
| G. Grisa      | 25       | 6       |
| I. Nadali     | 6        | 0       |
| F. Nicoletti  | 25       | 8       |
| O. Orlandi    | 22       | 1       |
| M. Remonti    | 28       | 6       |
| A. Repetti    | 28       | 1       |
| A. Rossi      | 27       | 7       |
| G. Salerno    | 32       | -45     |
| F. Viviani    | 16       | 1       |
| G. Zappetti   | 2        | 0       |
| F. Zonch      | 22       | 0       |